# Selecció d'hoquei sobre patins masculina de Costa Rica
La selecció d'hoquei sobre patins masculina de Costa Rica és l'equip masculí que representa la Federació de Patinatge i Hoquei de Costa Rica en competicions internacionals d'hoquei sobre patins.